# Rada Ligi Państw Arabskich
Rada Ligi Państw Arabskich – naczelny organ Ligi Państw Arabskich. Składa się z przedstawicieli wszystkich członków. Zbiera się na szczeblu szefów państw, szefów rządów lub ministrów spraw zagranicznych. W zależności od rodzaju problemu decyzje podejmowane są jednomyślnie, zwykłą większością głosów, większością kwalifikowaną 2/3 lub przy spełnieniu wymogu quasi-jednomyślności. Rada zbiera się w marcu i wrześniu. Obecnie ma 16 Komitetów Wyspecjalizowanych.